# Provinca Monte Cristi
Monte Cristi (španska izgovarjava: [ˈmonte ˈkɾisti]) (včasih tudi Montecristi) je  skrajno severozahodna provinca Dominikanske republike. Njena prestolnica je mesto San Fernando de Monte Cristi.

## Občine in občinski okraji
Provinca je bila 20. junija 2006 razdeljena na naslednje občine in občinske okraje (D.M.-je):
| - Castañuela - Palo Verde (D.M.) - Guayubín - Cana Chapetón (D.M.) - Hatillo Palma (D.M.) - Villa Elisa (D.M.) - Las Matas de Santa Cruz - Pepillo Salcedo - San Fernando de Monte Cristi - Villa Vásquez |

Spodnja tabela prikazuje števila prebivalstev občin in občinskih okrajev iz popisa prebivalstva leta 2012. Mestno prebivalstvo vključuje prebivalce sedežev občin/občinskih okrajev, podeželsko prebivalstvo pa prebivalce okrožij (Secciones) in sosesk (Parajes) zunaj okrožij.
| Občina                       | Skupno  | Mestno prebivalstvo | Podeželsko prebivalstvo |
| ---------------------------- | ------- | ------------------- | ----------------------- |
| Castañuela                   | 14,878  | 4,005               | 10,873                  |
| Guayubín                     | 32,586  | 5,899               | 26,687                  |
| Las Matas de Santa Cruz      | 18,756  | 9,515               | 9,241                   |
| Pepillo Salcedo              | 11,588  | 4,983               | 6,605                   |
| San Fernando de Monte Cristi | 42,657  | 26,868              | 15,789                  |
| Villa Vásquez                | 15,245  | 12,191              | 3,054                   |
| Provinca Monte Cristi        | 135,710 | 63,461              | 72,249                  |

Za celoten seznam občin in občinskih okrajev države, glej Seznam občin Dominikanske republike.  

## Panamski klobuki
Nekatere izmed najboljših rokodelcev, ki izdelujejo panamske klobuke, najdemo prav v Monte Cristiju. Najbolj prestižne klobuke pletejo tudi po šest mesecev, stanejo pa tudi do 1300€. Lahko jih nosimo le ob primernih razmerah (še posebej pravi vlažnosti), saj rokodelci delajo klobuke iz izjemno tankih niti, pri tem pa stalno pomakajo svoje prste v vodo. 
Najboljši izmed tovrstnih klobukov imajo posebno, skorajda svilasto teksturo. Ob postavitvi na izvor svetlobe lahko vidimo obroč iz prstanov z rokodelčevim podpisom. Tem obročem pravimo ‘vueltas’, njihovo število pa določa kvaliteto samega klobuka. Medtem, ko imajo cenejši klobuki le okrog deset 'vuelt', jih ima najkvalitetnejši, Montecristi Superino, vse do štirideset.  